# 叉叶苏铁
叉叶苏铁（学名：Cycas micholitzii）是苏铁科苏铁属的植物。分布于越南以及中国大陆的广西等地，常生长在石山脚阔叶林中，目前尚未由人工引种栽培。

## 别名
龙口苏铁（中国祼子植物志）